# Louis Petitier
Louis Petitier est un homme politique français né le 1er novembre 1873 à Longwy (Meurthe-et-Moselle) et mort le 27 mai 1924 à Longwy.

## Biographie
Issu d'une famille de brasseur, il fréquente le collège et le lycée de Nancy avant d'être à l'école professionnelle entre 1887 et 1890. En 1890, il entre dans l'Institut chimique de Nancy. En 1900, il s'installe à son compte comme brasseur à Longwy. En 1910, il est élu conseiller municipal alors que son père, conseiller depuis 1896, devenait maire de la ville. Durant la Première Guerre mondiale, il est mobilisé mais fait prisonnier le 26 août 1914. Il rentre en France en 1915 comme infirmier  et passa dans le service auxiliaire pour troubles visuels et problèmes cardiaques. Pour ses actions, il reçoit la Croix de Guerre 1914-1918 et rentre en 1919 à Longwy dont il devient maire. Il préside l'association des anciens combattants et créé la Société des Brasseries de Longwy réunissant trois usines détruites durant la guerre. Élu député le 11 mai 1924 sur une liste d'union républicaine et nationale conduite par Louis Marin, il meurt 16 jours plus tard.

### Décoration
- Croix de guerre 1914–1918

## Sources
- « Louis Petitier », dans le Dictionnaire des parlementaires français (1889-1940), sous la direction de Jean Jolly, PUF, 1960 [détail de l’édition]
- Dir. Jean El Gammal, François Roth et Jean-Claude Delbreil, Dictionnaire des Parlementaires lorrains de la Troisième République, Metz, Serpenoise, 2006 (ISBN 2-87692-620-2, OCLC 85885906, lire en ligne)